# Viridis Habsbursko-Lotrinská
Viridis Habsbursko-Lotrinská (celým jménem: Viridis Aloisia Marie-Eleonore Elisabeth Marcus d'Aviano Caspara; * 22. září 1961 Ciudad de México) je arcivévodkyně rakouská, princezna uherská a česká.

## Život
Narodila se 22. září 1961 v Ciudad de México jako dcera arcivévody Felixe Habsbursko-Lotrinského a jeho manželky arcivévodkyně Anny-Eugénie von Arenberg. Je dvojčetem Istvána Habsbursko-Lotrinského.
Dne 8. září 1990 se ve francouzském Frières-Faillouël provdala za Karla Harolda Williama Dunning-Gribble. Církevní sňatek proběhl 14. října 1990 v německém Beuerbergu. Spolu mají čtyři děti:
- Carl Leopold Dunning-Gribble (nar. 25. září 1991)
- Ferdinand Dunning-Gribble (nar. 1. října 1992)
- Maximilian Dunning-Gribble (nar. 26. října 1996)
- Marie-Charlotte Dunning-Gribble (nar. 14. května 2001)

## Tituly a oslovení
- 22. září 1961 – 8. září 1990: Její císařská a královská Výsost Viridis, arcivévodkyně rakouská, královská princezna uherská a česká
- od 8. září 1990: Její císařská a královská Výsost Viridis Dunning-Gribble, arcivévodkyně rakouská, královská princezna uherská a česká